# Grzegorz Głogosz
Grzegorz Janusz Głogosz (ur. 16 lipca 1969 w Warszawie) – polski lekkoatleta, który uprawiał biegi długodystansowe.

## Osiągnięcia
Był zawodnikiem RKS Skra Warszawa, MAI Malme i KKS Ekspres Katowice. Mistrz Polski w półmaratonie (Brzeszcze 1999) oraz wielokrotny medalista mistrzostw Polski w LA. Zwycięzca maratonów w Warszawie (1998) oraz Casablance (1998).
Mąż Anieli Nikiel-Głogosz.

## Rekordy życiowe
- bieg na 1500 metrów – 3:45,64 s. (Poznań, 1992)
- bieg na 3000 metrów – 8:03,81 s. (Warszawa, 1992)
- bieg na 5000 metrów – 14:01,40 s. (Sopot, 1992)
- bieg na 10 000 metrów – 29.03,77 s. (Warszawa, 1995)
- półmaraton – 1:03:14 s. (Las Vegas, 11 lutego 1996 – trasa biegu posiadała zbyt duży spadek)[1]
- bieg maratoński – 2:13:37 s. (Casablanca, 1998)
- bieg na 3000 metrów z przeszkodami – 8:45,68 s. (Piła, 1996)